# Neoxyphinus garantido
Neoxyphinus garantido – gatunek pająków z rodziny Oonopidae.

## Taksonomia
Gatunek ten opisany został po raz pierwszy w 2017 roku przez Níthomasa M. Feitosę i Gustavo Ruiza na łamach „Zootaxa”. Jako lokalizację typową wskazano Sistema Agroflorestal w Embrapie na terenie Manaus w brazylijskim stanie Amazonas. Epitet gatunkowy pochodzi od imienia wołu z lokalnej legendy ludowej.

## Morfologia
Holotypowy samiec ma 2,19 mm, a paratypowa samica 2,7 mm długości ciała. Karapaks jest jajowaty w zarysie, o lekko wyniesionej i delikatnie siateczkowanej części głowowej, pozbawiony ząbkowania na krawędziach bocznych i powiększonych kieszonek szczecinkowych w tyle. Jego ubarwienie jest pomarańczowobrązowe. Wysoki nadustek ma prostą krawędź. Kolor szczękoczułków, szczęki i wargi dolnej jest bladopomarańczowy. Bladopomarańczowe, tak długie jak szerokie sternum ma powierzchnię bez dołków. Odnóża są bladopomarańczowe. Łącznik jest rurkowaty i długi. Opistosoma (odwłok) ma bladopomarańczowe, w przedniej części pozbawione ząbków skutum grzbietowe oraz pomarańczowobrązowe skutum epigastryczne i postepigastryczne.
Genitalia samicy cechują się płytką płciową o krawędziach przedniej i tylnej przedsionka podobnie wygiętych łukowato oraz wyraźnymi apodemami. Nogogłaszczki samca są w całości żółte, wyposażone w ciemny embolus pozbawiony listewek i guzka przednio-bocznego. 

## Rozprzestrzenienie
Pająk neotropikalny, endemiczny dla Brazylii, znany ze stanów Pará i Amazonas. 